# دراغوتين غولاب
دراغوتين غولاب هو لاعب كرة قدم كرواتي في مركز ظهير ‏، ولد في 29 أغسطس 1987 في زغرب في كرواتيا. لعب مع نادي تساليه ونادي كوبر.

## وصلات خارجية
- دراغوتين غولاب على موقع قاعدة بيانات كرة القدم.إي يو (الإنجليزية)
- دراغوتين غولاب على موقع Soccerway.com (الإنجليزية)